# Imperatyw (film)
Imperatyw – film psychologiczny z roku 1982 w reżyserii Krzysztofa Zanussiego. Luźna kontynuacja filmu Iluminacja.

## Fabuła
Matematyk pracujący jako asystent na jednym z niemieckich uniwersytetów, stara się znaleźć odpowiedzi na dręczące go pytania: o sens własnej egzystencji, o życie pozagrobowe, o wpływ przypadku na życie ludzkie. Nie znajduje ich jednak ani w rozmowach z bliską mu kobietą, ani swoimi studentami, ani znajomym teologiem, ani z przypadkowo poznanym popem.

## Obsada
- Robert Powell – Augustin
- Brigitte Fossey – Yvonne
- Jan Biczycki – pop
- Matthias Habich – teolog
- Christoph Eichhorn – student
- Eugeniusz Priwieziencew – szaleniec
- Sigfrit Steiner – profesor
- Hans-Jorg Frey – profesor
- Leslie Caron – matka
- Zbigniew Zapasiewicz – psychiatra